# 게센누마정
게센누마정(気仙沼町)은 일본 미야기현 모토요시군에 있던 정이다. 현재의 게센누마시 중심부에 해당한다.

## 역사
- 1889년 4월 1일 - 정ㅊ노제 시행에 의해 게센누마 혼고가 단독으로 자치체를 형성해, 게센누마정이 성립하였다.
- 1953년 6월 1일 - 시시오리정, 마쓰이와촌과 합병해 게센누마시가 성립하였다. 동일 게센누마정이 폐지되었다.

## 행정

### 역대정장
| 대 | 성명       | 취임                   | 퇴임                      | 비고 |
| -- | ---------- | ---------------------- | ------------------------- | ---- |
| 1  | 鮎貝盛徳   | 1889年（明治22年）4月  | 1894年（明治27年）4月     |      |
| 2  | 松本茂徳   | 1894年（明治27年）8月  | 1897年（明治30年）10月    |      |
| 3  | 畠山忠一   | 1897年（明治30年）11月 | 1901年（明治34年）4月     |      |
| 4  | 大森拙蔵   | 1901年（明治34年）4月  | 1902年（明治35年）10月    |      |
| 5  | 鮎貝盛徳   | 1903年（明治36年）1月  | 1922年（大正11年）3月     | 재임 |
| 6  | 新沼綱五郎 | 1922年（大正11年）4月  | 1928年（昭和3年）9月      |      |
| 7  | 森田八郎   | 1928年（昭和3年）10月  | 1932年（昭和7年）10月     |      |
| 8  | 白井竹治   | 1932年（昭和7年）10月  | 1933年（昭和8年）6月      |      |
| 9  | 高橋幸市   | 1933年（昭和8年）7月   | 1935年（昭和10年）9月     |      |
| 10 | 松山平兵衛 | 1935年（昭和10年）9月  | 1939年（昭和14年）8月     |      |
| 11 | 高橋幸市   | 1939年（昭和14年）9月  | 1943年（昭和18年）10月    |      |
| 12 | 清水大五郎 | 1943年（昭和18年）11月 | 1947年（昭和22年）3月     |      |
| 13 | 宮井誠三郎 | 1947年（昭和22年）4月  | 1948年（昭和28年）5月31日 |      |

## 교통

### 철도
- 일본국유철도
  - 오후나토 선

### 도로
- 국도 45호선